# Ardiéens

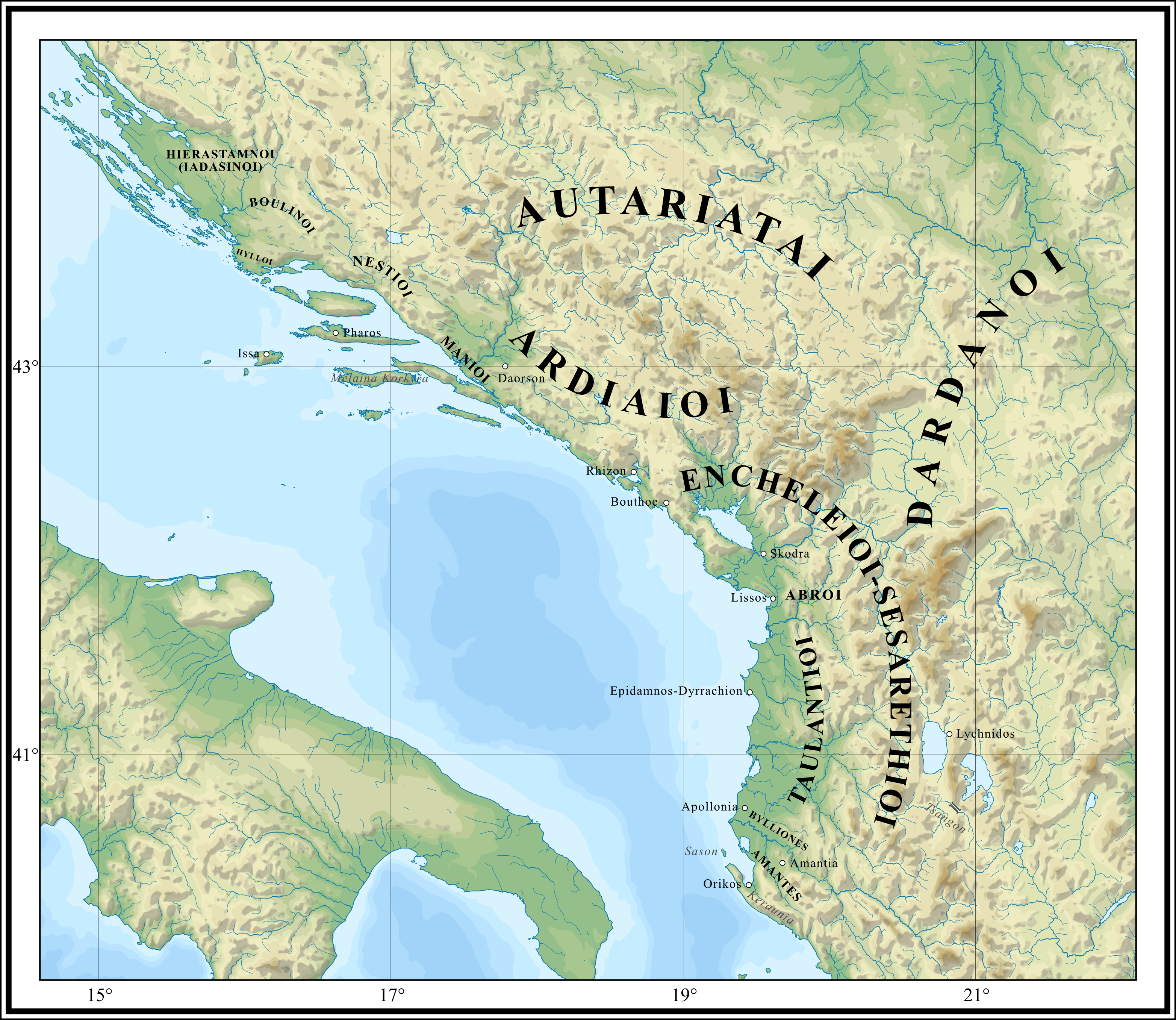
Les tribus illyriennes du au

Les Ardiéens ou Ardéens (en grec ancien Aρδιαῖοι / Ardiaoi) sont une tribu illyrienne habitant le sud de l'Illyrie (principalement en Albanie et au Monténégro actuels). Au IIIe siècle av. J.-C., Agron fait du royaume des Ardiéens le plus puissant des royaumes illyriens et une grande puissance navale, multipliant les raids et les attaques de pirates. Sa veuve Teuta est battue en 228 av. J.-C. par les Romains durant la première guerre d'Illyrie. Les Ardiéens sont ensuite supplantés par les Autariates, avant qu'une grande partie de l'Illyrie ne devienne une province romaine.

## Dénomination
Les Ardiéens sont attestés par les sources littéraires à partir du IIIe siècle av. J.-C. Ils apparaissent dans les récits décrivant les guerres illyriennes et les macédoniennes. Leur nom s'écrit en grec ancien sous la forme d'Aρδιαῖοι / Ardiaoi et en latin sous la forme de Vardiaei ou Vardaei.
Leur ethnonyme est peut-être lié au latin ardea signifiant « héron », un symbole du totémisme animal commun chez les Illyriens.

## Localisation
Les sources antiques jettent une certaine confusion quant à l'emplacement d'origine des Ardiéens. Jusqu'au IVe siècle av. J.-C., les Ardiéens ne sont pas un peuple côtier, comme le décrit plus tard l'historiographie romaine. Leur ancienne localisation à l'intérieur des terres peut être déduite des conflits avec les Autariates concernant la possession de sources de sel près de leur frontière commune. S'ils avaient habité la zone côtière de l'Adriatique, les Ardiéens n'auraient pas eu un besoin aussi prononcé d'entreprendre une guerre dangereuse à cause des sources de sel de montagne.
L'arrivée des Ardiéens sur la côte de la mer adriatique s'est probablement produite après le milieu du IVe siècle av. J.-C., car le Périple du Pseudo-Scylax, qui date de cette époque, ne les mentionne pas. À cette époque, le cours inférieur du fleuve Naro est habité par la tribu des Manioi, tandis que le cours moyen est probablement habité par les Ardiéens. Le territoire des Ardiéens et des Autariates se rencontre alors quelque part le long de la haute vallée du Naro près du « Grand Lac » (le lac de Shkodër) d'après le Périple du Pseudo-Scylax.
Au cours du IIIe siècle av. J.-C., les Ardiéens font la conquête des territoires des Autariates, jusqu'à prendre le contrôle de toute la côte adriatique, de la région des Daorsi, à l'embouchure du fleuve Naro, jusqu'au pays des Labéates autour du lac de Shkodër. Il est possible qu'à cette époque leur capitale ait été Rhizon dans l'actuel Monténégro. À l'époque romaine, les Ardiéens sont attestés dans la région du sud de l'Illyrie, autour de la baie de Kotor, avec Rhizon pour capitale. Ils s'étendent alors le long de la côte adriatique jusqu'à Scodra dans l'actuelle Albanie.

## Histoire

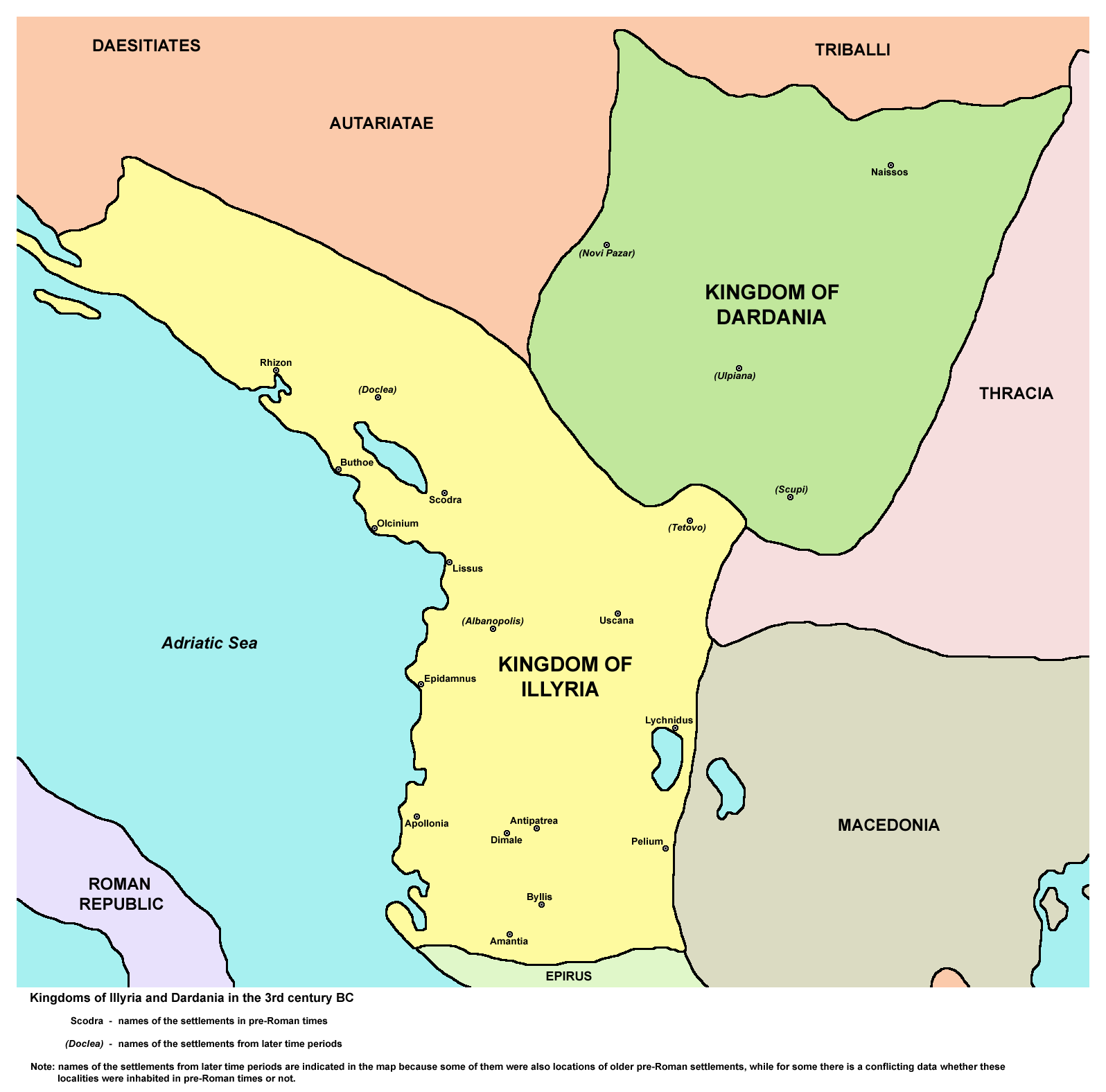
Extension des Ardiéens (en jaune) sous le règne d'Agron au

Les Ardiéens sont considérés comme de féroces guerriers par les Grecs. Strabon classe les Ardiéens parmi les trois tribus illyriennes les plus puissantes, avec les Autariates et les Dardaniens. Théopompe écrit, dans le deuxième livre des Philippiques, que les Ardiéens disposent de 300 000 esclaves, les « prospelates », comparables aux hilotes.
Au cours du IVe siècle av. J.-C., les Ardiéens entrent en conflit avec les Autariates au sujet d'une source de sel située près de leur frontière commune. Ils s'affirment comme une puissance militaire et politique sous le règne d'Agron (250-231). Agron s'engage aupès du roi de Macédoine Démétrios II afin de repousser les Étoliens.
Les Ardiéens, ainsi que d'autres tribus illyriennes, tentent de résister à l'expansion romaine en mer Adriatique, de sorte que les Romains font campagne contre eux durant les trois guerres illyriennes. Teuta, veuve d'Agron et « reine des pirates », tente de s'imposer en mer Adriatique mais échoue en raison de l'intervention romaine en 229-228. Par la suite les Ardiéens sont supplantés par les Autariates. Une grande partie de l'Illyrie est finalement conquise par les Romains en 168 av. J.-C., pour devenir ensuite une province romaine.

## Etymologie
Du Grec ancien Ἀρδιαῖοι (Ardiaîoi).
Possiblement issu du proto-albanais harδ ou hardhë (« lézard »), lui-même dérivé du proto-albanais skardā
À comparer aux Scordiques  et au grec ancien σκορδύλος (skordúlos, « triton » / « salamandre »).
Une autre hypothèse rattache ce nom au mot Serbe вардити (varditi), signifiant (« surveiller depuis les hauteurs »), ou plus largement (« garder ») ou (« veiller »). De cette racine provient le mot varda, signifiant (« gardien ») ou (« sentinelle »).

## Dynastie ardiéenne
La liste suivante présente les membres de la dynastie ardienne documentés comme tels par les sources littéraires ou les pièces de monnaie antiques :
- Pleuratos Ier (fl. v. 280 av. J.-C.) : père d'Agron ;
- Ballaios (fl. v. 260–230) : attesté par des pièces de monnaie en argent et en bronze trouvées en abondance le long des deux côtes de la mer Adriatique ;
- Agron (mort en 231) : fils de Pleuratos et époux de Teuta, principal roi des Ardiéens ;
- Teuta (231-228) : épouse d'Agron, la « reine des pirates » ;
- Démétrios de Pharos (fl. v. 228-219) : régent après l'abdication de Teuta ;
- Pinnes (220–après 217) : fils d'Agron et de Triteuta.

La branche de Scerdilaidas et ses successeurs Pleuratos III et Gentius sont généralement considérés comme une dynastie labéate qui a émergé après la chute d'Agron et de Teuta durant la première guerre romano-illyrienne. Gentios est ainsi attesté comme régnant également parmi les Labéates. Il est donc probable que le déclin de la dynastie ardiéenne après la défaite de Teuta ait provoqué l'émergence de la dynastie labéate.